# Azolitmine
L'azolitmine est l'un des deux composants du réactif appelé teinture de tournesol ou litmus. Ce colorant rouge soluble dans l'eau a été extrait par Robert Kane vers 1840. Ce réactif vire au bleu en ambiance alcaline (ou basique).

## Source
Robert Kane - Mémoire pour servir à l'histoire chimique de l'orseille et du tournesol, in Annales de chimie et de physique (année 1841, 3e série, Tome 2).